# Lomello
Lomello là một đô thị ở tỉnh Pavia trong vùng Lombardia của Ý, có cự ly khoảng 50 km về phía tây nam của Milan và khoảng 30 km về phía tây của Pavia, bên hữu ngạn sông Agogna. 

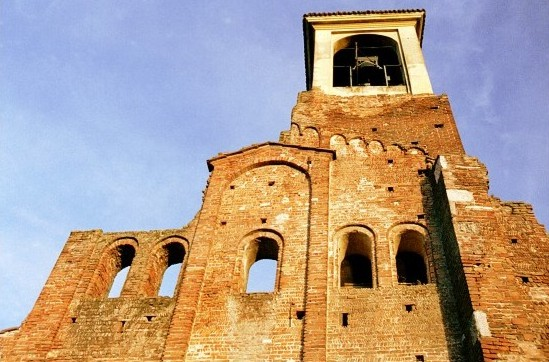
Basilica Santa Maria Maggiore.

Lomello giáp các đô thị sau: Ferrera Erbognone, Galliavola, Mede, Ottobiano, San Giorgio di Lomellina, Semiana, Velezzo Lomellina, Villa Biscossi.